# Parc d'Högalid
Le parc d'Högalid (en suédois : Högalidsparken) est un parc public situé dans le quartier de Södermalm à Stockholm en Suède. 

## Description
Högalidsparken est un parc situé au nord-est de Hornstull, dans la paroisse d'Högalid à Södermalm. 
Le parc a reçu son nom actuel en 1915.
Le parc englobe en grande partie la colline Högalidsberget, dont le point culminant à 36 mètres d'altitude, est situé dans la partie orientale du parc. 
A l'endroit du parc se trouvait le moulin à vent d'Österling, encore visible sur des illustrations plus anciennes des années 1870. Au milieu du parc se trouve l'église de Högalid, construite selon les dessins d'Ivar Tengbom entre 1916 et 1923. 
Dans la partie ouest, quelque peu aride du parc, se trouve l'un des deux sites du centre-ville de Stockholm avec des cupules de l'âge du bronze.
La construction du parc d'Högalid a commencé en 1914 et les travaux se sont poursuivis jusqu'en 1932. 
À l'ouest de l'église, la végétation a été plantée avec parcimonie pour mettre en valeur les affleurements rocheux. 
Du côté est, la végétation est riche en feuillus et en conifères.
En contrebas de l'église, dans la partie nord-est du parc, se trouve la sculpture de Clarence Blum (sv) « Flickan med hopprep » (« Fille à la corde à sauter ») de 1967.

## Galerie

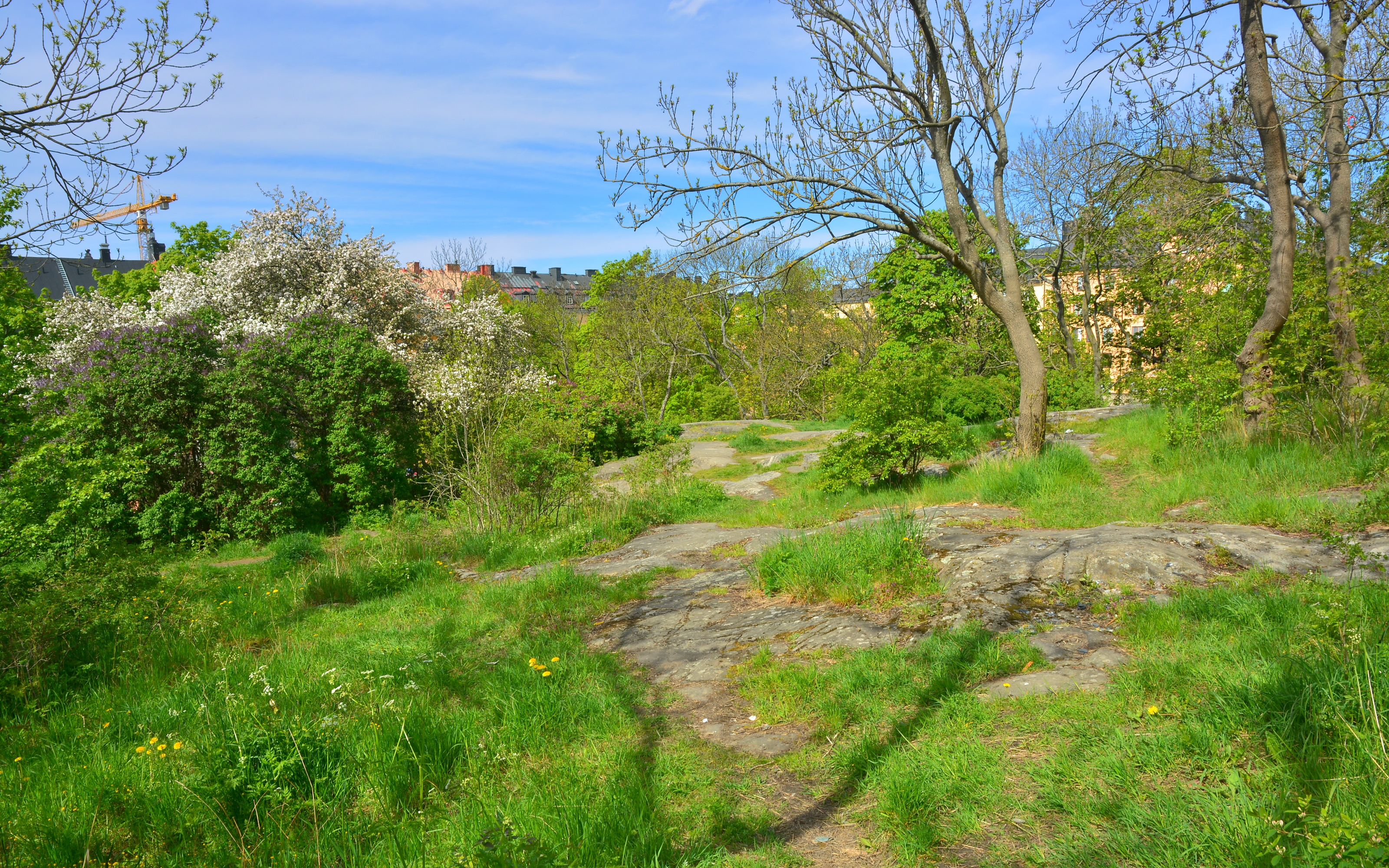
Le parc en 2014.
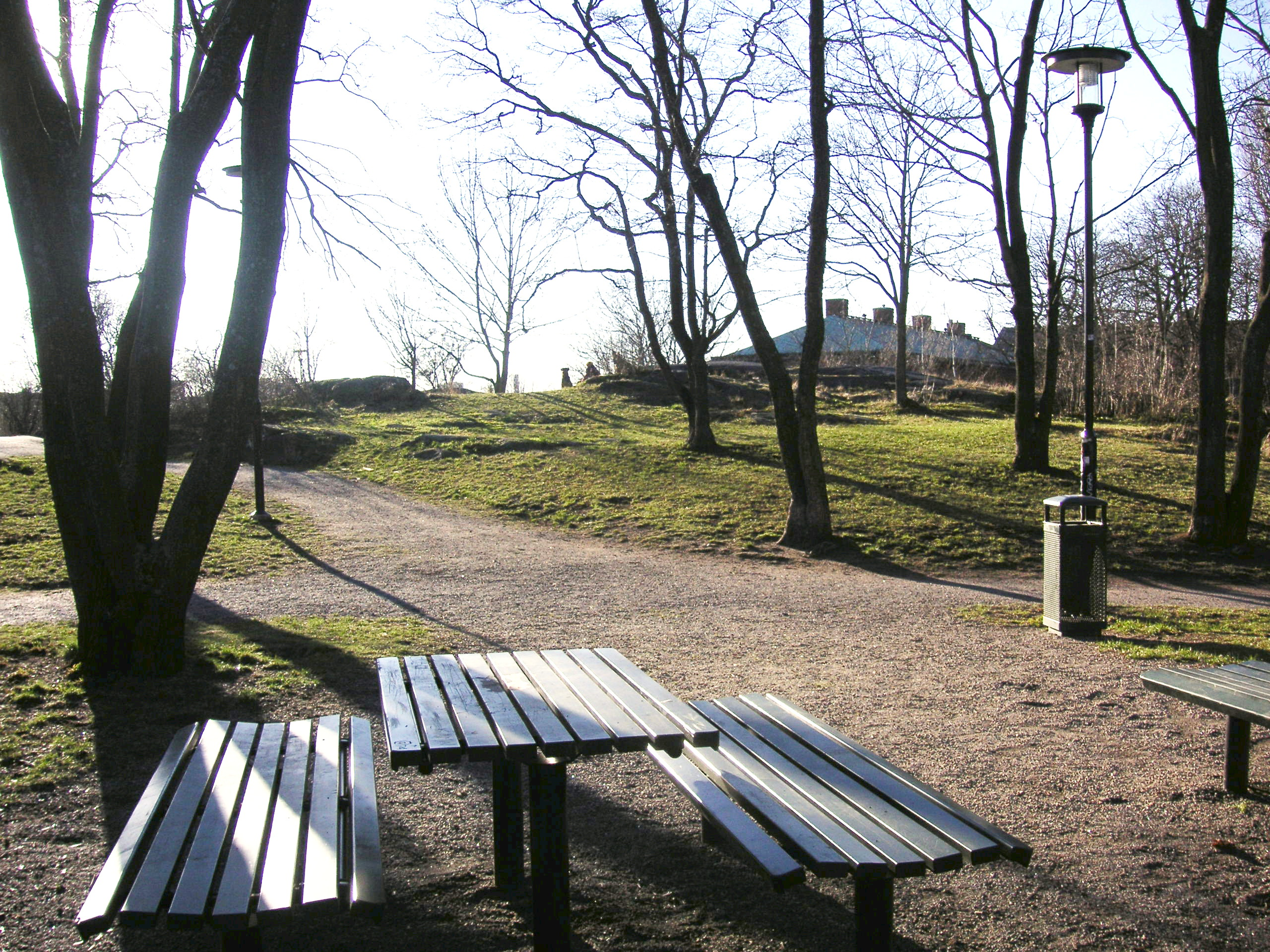
Le parc en 2008.
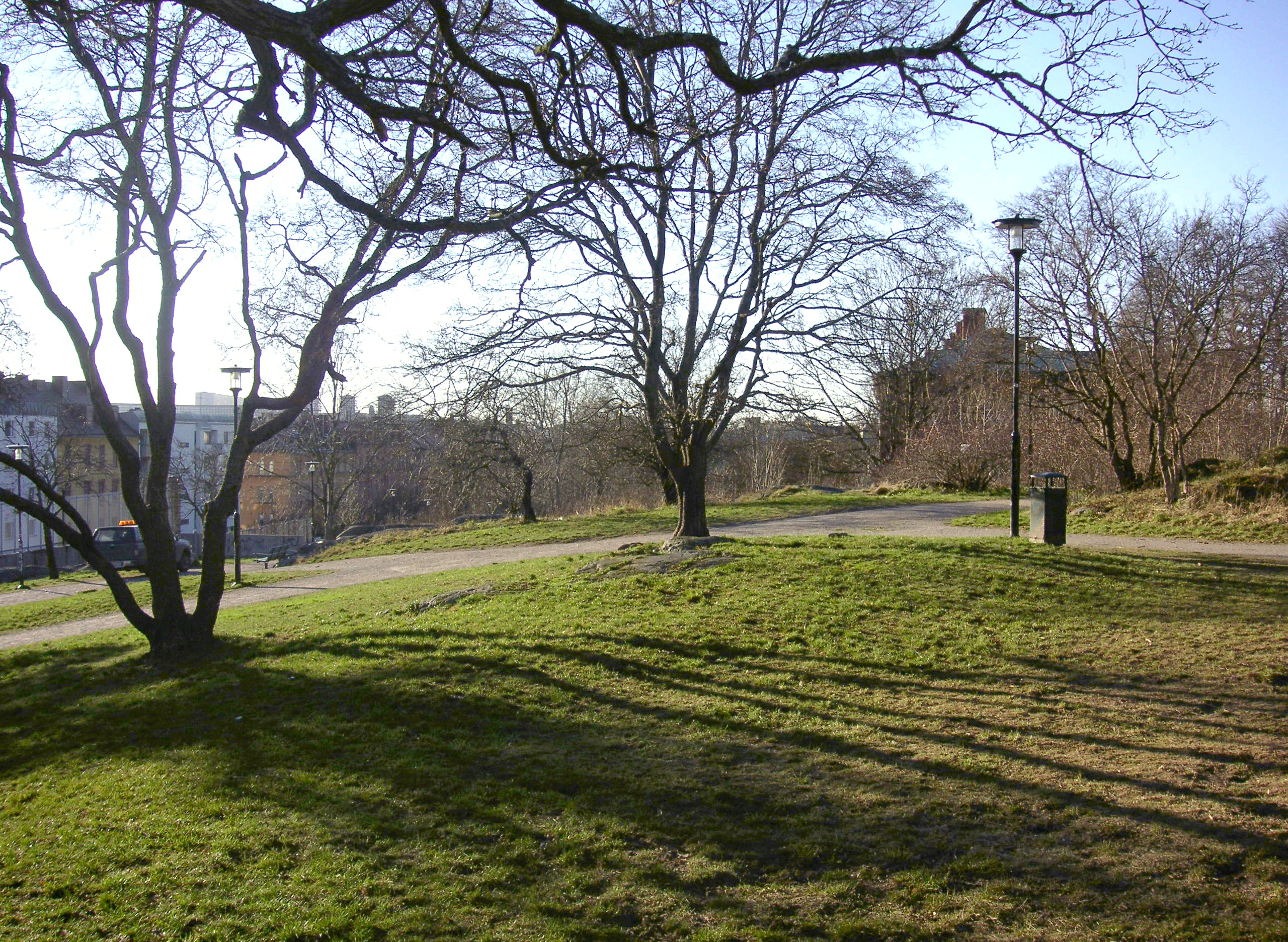
Le parc en 2008.

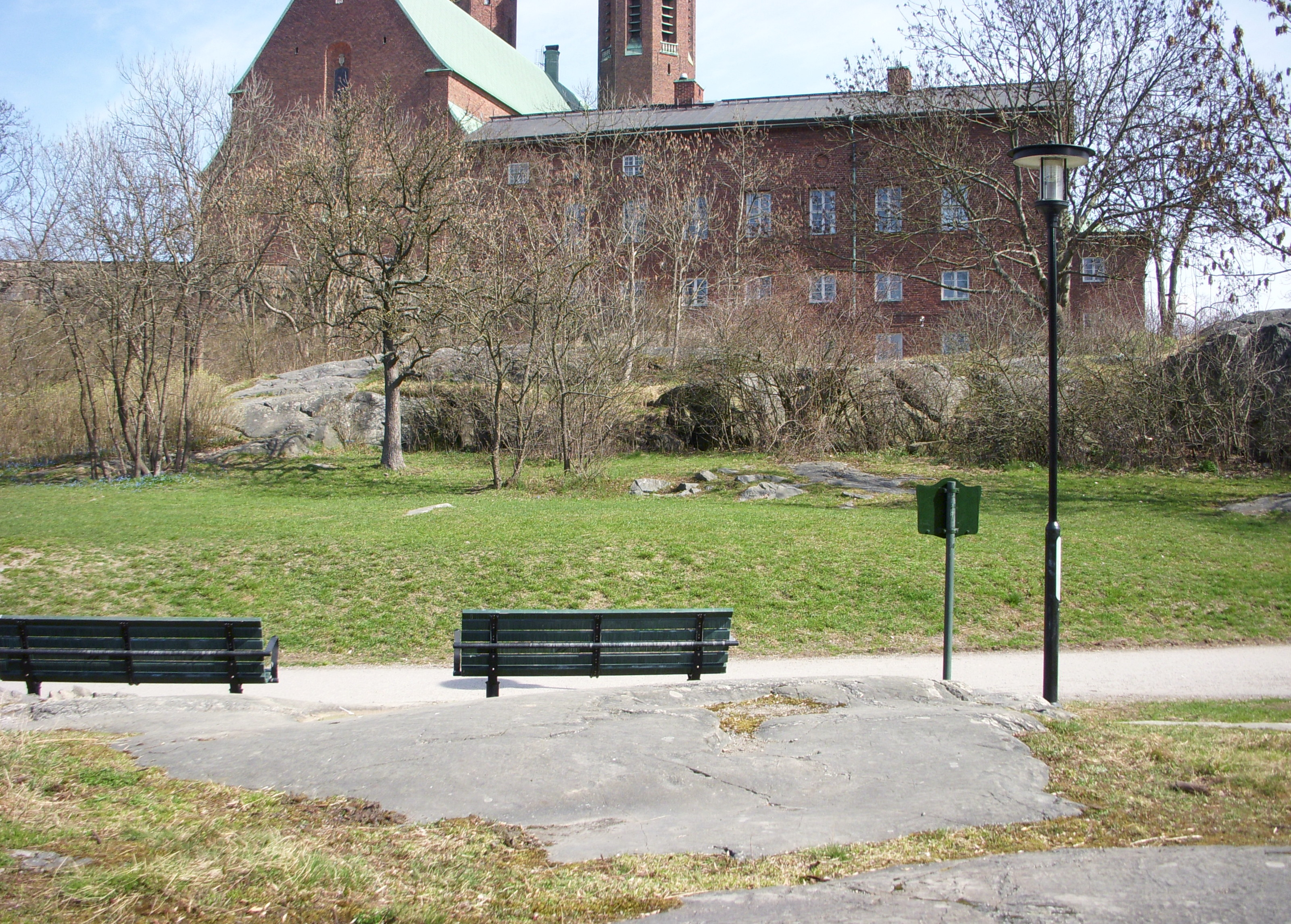
Le parc en 2009.
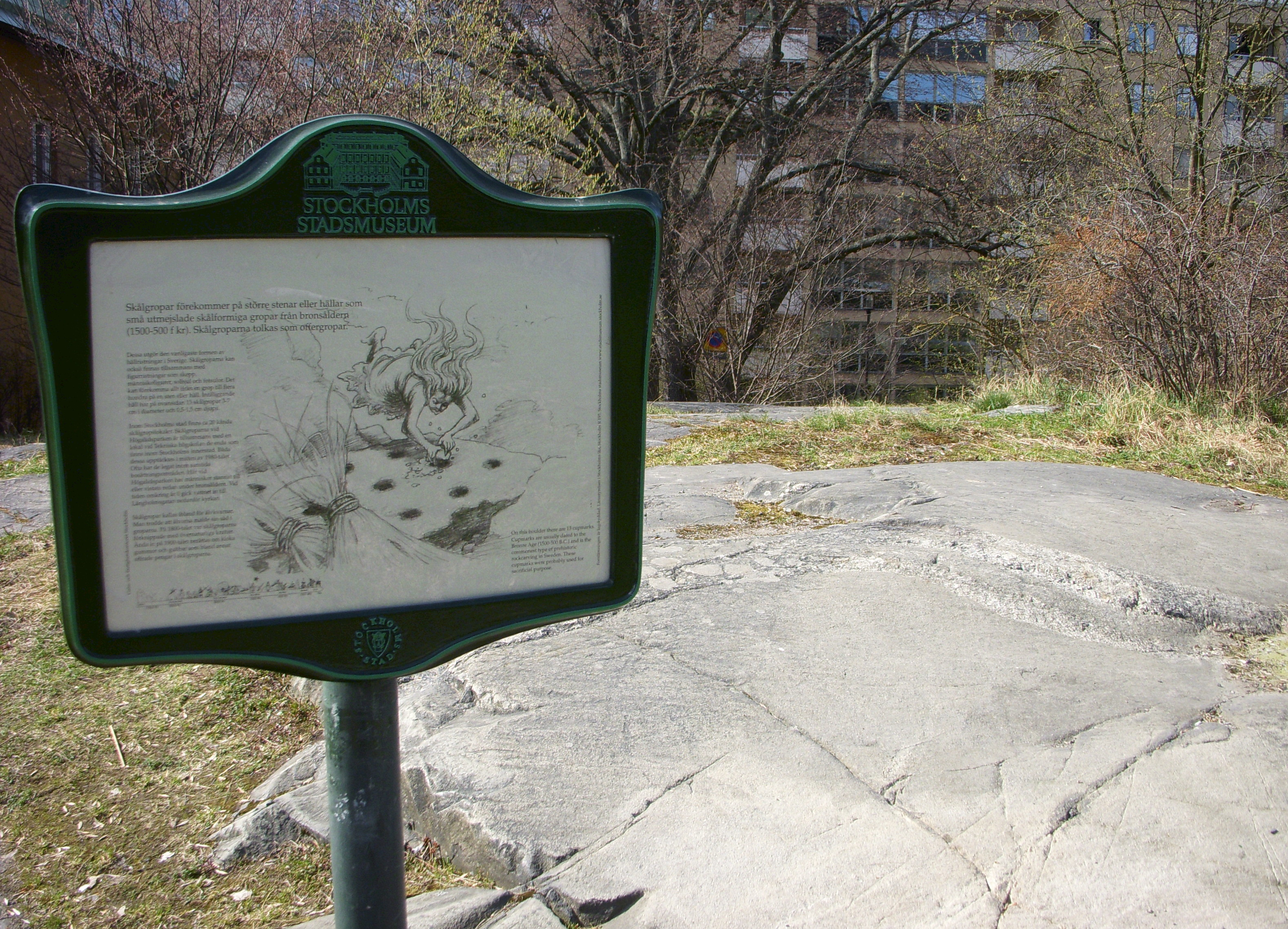
Panneau d'information du musée de la ville de Stockholm sur les cupules.
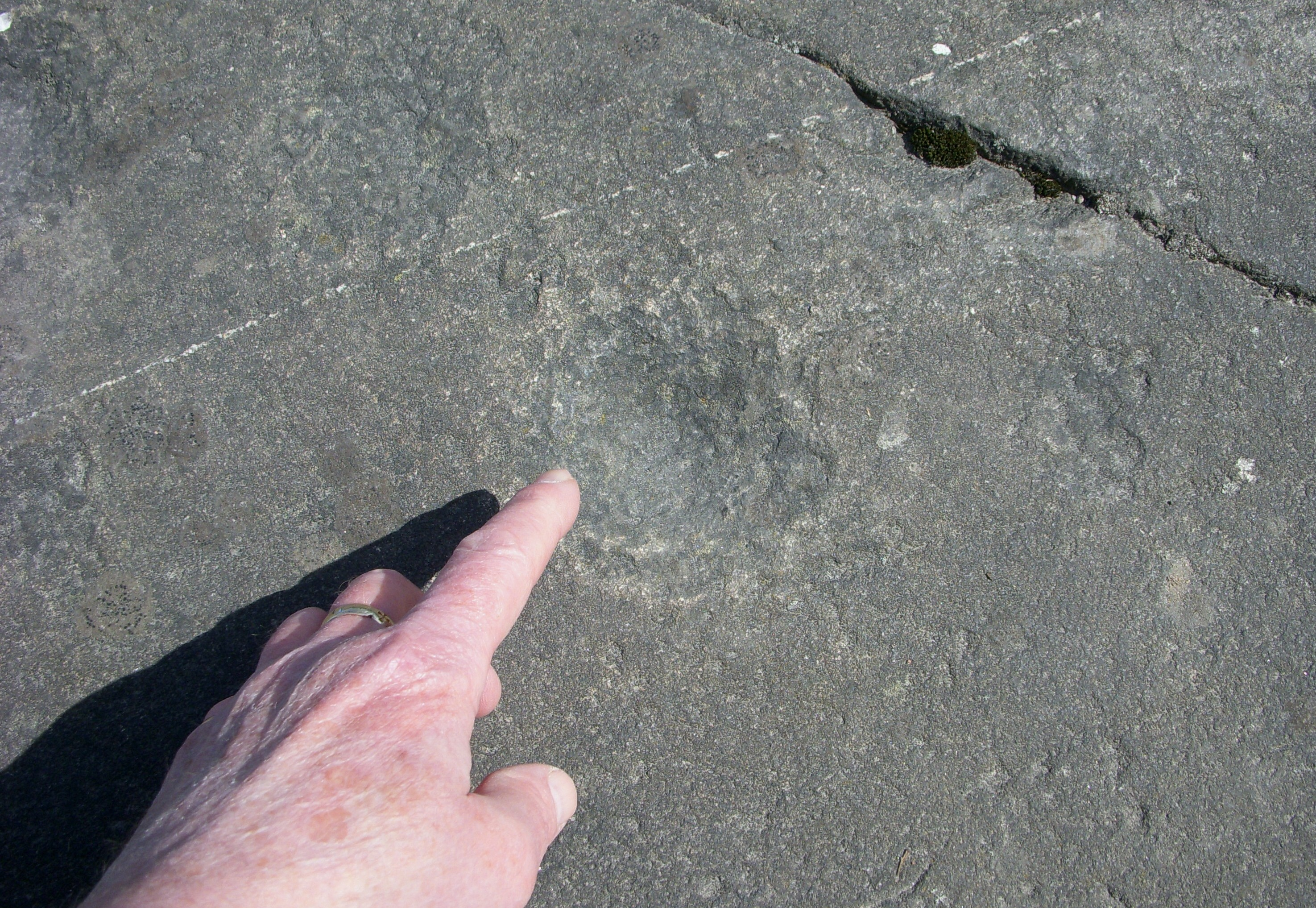
Cupule dans le parc.